# Принсвил (Илиноис)
Принсвил (енгл. Princeville) град је у америчкој савезној држави Илиноис.

## Демографија
По попису из 2010. године број становника је 1.738, што је 117 (7,2%) становника више него 2000. године.
| Група             | 2000.         | 2010.         |
| Белци             | 1.561 (96,3%) | 1.653 (95,1%) |
| Афроамериканци    | 0 (0,0%)      | 6 (0,3%)      |
| Азијати           | 2 (0,1%)      | 5 (0,3%)      |
| Хиспаноамериканци | 44 (2,7%)     | 56 (3,2%)     |
| Укупно            | 1.621         | 1.738         |